# Антон Роландссон Мартін
Антон Роландссон Мартін (швед. Anton Rolandsson Martin, лат. Martin, Antonius Rolandi, 3 серпня 1729, Таллінн — 30 січня 1785, Турку) — фінський (шведський) орнітолог, лікар та ботанік. Мартін став першим науковцем зі Скандинавії, що займався дослідженнями природи Арктики.
Мартін був одним із «апостолів Ліннея» — учнів великого шведського натураліста Карла Ліннея (1707–1778), які брали участь у експедиціях у різних частинах світу, збирали, а потім привозили або надсилали Ліннею насіння рослин, гербарні та зоологічні зразки.
Через своє слабке здоров'я Мартін ніколи не займав академічних посад, а свої дослідження проводив на разові дослідницькі грошові допомоги.

## Біографія
Народився 3 серпня 1729 року у містечку Mijntenhoff поблизу Таллінна під час пойоздки его батьків у Естонію. Його батько, Роланд Мартін (Roland Martin, 1693–1763) займав посаду радника (старшого члена) надвірного суду у Турку. Його матір'ю була Ульріка Шарлотта Роткірх (Ulrika Charlotta Rotkirch, 1713–1783).
У 1743 почав навчання у Королівській академії Або (зараз — Турку, Фінляндія). У 1756 році він приїхав у Упсальський університет (Уппсала, Швеція), в якому одним з його викладачів був великий шведський натураліст Карл Лінней (1707–1778). У 1757 році Мартін захистив дисертацію, присвячену мохам з роду Буксбаумія (Buxbaumia). 22 червня того ж року він отримав ступінь кандидата філософії. У 1761 році він закінчив навчання в університеті, отримавши ступінь кандидата медицини.

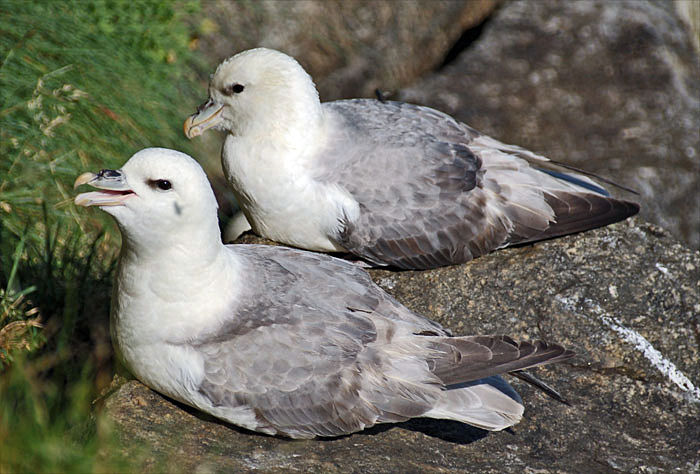
— птах, науковий опис якого вперше зробив Антон Мартін

У 1758 зарахований гетеборгським купцем Петером С. Багге (Peter S. Bagge) як лікар та натураліст в екіпаж китобійного судна Гренландської компанії, який вирушав до Шпіцбергена. Крім іншого, Мартін під час плавання займався вивченням питання міграції оселедця. Відомо, що через погодні умов корабель зміг пробути на Шпіцбергені тільки три дні. Мартін став першим, хто описав птаха кочівного буревісника (Fulmarus glacialis) (у статті Beskrifning på en Procellaria, som finnes vid Norr-Polen), проте сам він новому виду назви не дав. Карл Лінней використовував цей опис у 1761 році у книзі «Fauna svecica». Щоденники Мартіна, які він вів під час подорожі на Шпіцберген, були вперше опубліковані у 1881 році у журналі Ymer. У своїх щоденниках Мартін докладно описував погоду, корабельний побут, а також морську флору та фауну.
У 1759–1760 проводив економічні дослідження у Норвегії, пов'язані з сільським та рибним господарством; в районі міста Бергена він зібрав орнітологічні та ботанічні колекції. У 1761 році звіт про свою подорож по Норвегії Мартін представив в Упсальський університеті. Звіт містив інформацію про жителів країни, а також детальний опис клімату, ґрунтів, та рослинності Норвегії, використовуваних систем іригації, солеварних заводів.
Під час експедицій сильно обморозив ноги. У 1761 через некроз одну з ніг довелося ампутувати. Після цього Мартін повернувся у своє рідне місто Турку і став займатися медициною, живучи на дуже скромну пенсію, призначену йому Шведської королівської академією наук. Мартін не був одружений, дітей у нього не було.
Помер в Турку 30 січня 1785 і через декілька днів, 4 лютого, був похований.

## Наукові праці
- Dagbok hållen vid en resa till Norrpolen eller Spitsbergen, på K. Vetenskaps-Akademiens omkostnad och med ett Grönländska Compagniet i Göteborg tillhörande skepp år 1758 (In: Årsboken Ymer, Band 1, 1881).
- Description of a species of Procellaria which if found at the North pole (перевод статьи на английский язык)(лат.)(англ.) // The Auk. Volume 28, Number 3. July, 1911, pp.300-304[недоступне посилання з серпня 2019] (Перевірено 29 березня 2011)